# 週刊ぼくらマガジン
『週刊ぼくらマガジン』（しゅうかんぼくらマガジン）は、「週刊少年マガジンの弟分」として講談社より発行されていた漫画雑誌。1969年1号（11月18日）から1971年23号（6月1日）まで発行された。編集長は『週刊少年マガジン』『月刊少年マガジン』編集長の内田勝が兼務していた。
当時、『週刊少年マガジン』が大学生にも読まれるようになるなど、まんが読者層の高年齢化が進行していた。そのため『週刊少年マガジン』より低年齢層向けで、積極的にテレビ作品とタイアップするメディアミックス展開を前面へ出す雑誌として、幼年向け月刊雑誌『ぼくら』を誌名変更・週刊化して創刊されたが、高年齢化が行き過ぎた『週刊少年マガジン』本誌の部数が急落したことから、およそ1年半で『週刊少年マガジン』に統合される形で廃刊となった。また、幼年向けのメディアミックス展開は1971年11月創刊の『テレビマガジン』へ引き継がれた。
『週刊ぼくらマガジン』創刊前の『ぼくら』最終号までは、藤子不二雄の『ビリ犬』（安孫子単独作）が連載されていたが、『週刊ぼくらマガジン』の創刊時からは『週刊少年サンデー』の看板作家だった藤子不二雄の藤本弘が単独で執筆する『モジャ公』が連載された。直前に終了した『ウメ星デンカ』を最後に『週刊少年サンデー』での週刊連載を切られた藤本に、安孫子の担当雑誌が譲られた形。藤本による講談社の連載は『てぶくろてっちゃん』（1966年の連載は安孫子との合作）以来となった。
対象年齢層を考慮し、掲載作品は変身ヒーロー漫画やSFアクション漫画が多かったが、時代の傾向もあってか、残酷描写、ブラックユーモアの比重が上がっていく。『週刊少年マガジン』本誌ではギャグ漫画を描いていた永井豪が後の『デビルマン』『バイオレンスジャック』へ繋がっていくストーリー漫画を描き始め、本誌執筆陣から平井和正がスライドしたことから、末期は対象年齢層の区別も曖昧になっていた。

## 主な連載作品
作品によって完結・未完・移籍と扱いが異なる。
- 仮面ライダー（石森章太郎）

　→週刊少年マガジンに移籍
- タイガーマスク（梶原一騎・辻なおき）

　→週刊少年マガジンに移籍
- バロム・1（さいとう・たかをとさいとうプロ）
- ハクション大魔王（吉田竜夫）
- 天才バカボン（赤塚不二夫とフジオ・プロ）

　→週刊少年マガジンに移籍
- ガクエン退屈男（永井豪とダイナミックプロ）
- 魔王ダンテ（永井豪とダイナミックプロ）
- モジャ公（藤子不二雄）　※藤本弘単独作。1988年の独立後は「藤子・F・不二雄」名義作品。
- ハルク（第1部：作画 西郷虹星、構成 小野耕世 / 第2部：原作 小池一夫、作画 森藤よしひろ）[1]
- デスハンター（平井和正・桑田次郎）　※「桑田次郎」は後に「桑田二郎」に改名。
- ウルフガイ（平井和正・坂口尚）
- どくとるナンダ（ジョージ秋山）
- ギョロメンハカセ（ジョージ秋山）
- 餓鬼（ちばてつや）
- マウンドの狼（神保史郎・高橋わたる）
- 謎の円盤UFO（1970年9月 - 1971年3月、構成：水野石文、文：橋本克彦(水野プロ)、挿絵：生頼範義、写真：大島康嗣。画面写真と挿絵を主体に構成した「写真劇画」。誌上での作品名表記は『なぞの円盤UFO』）